# St. Franziskus (Pforzheim)

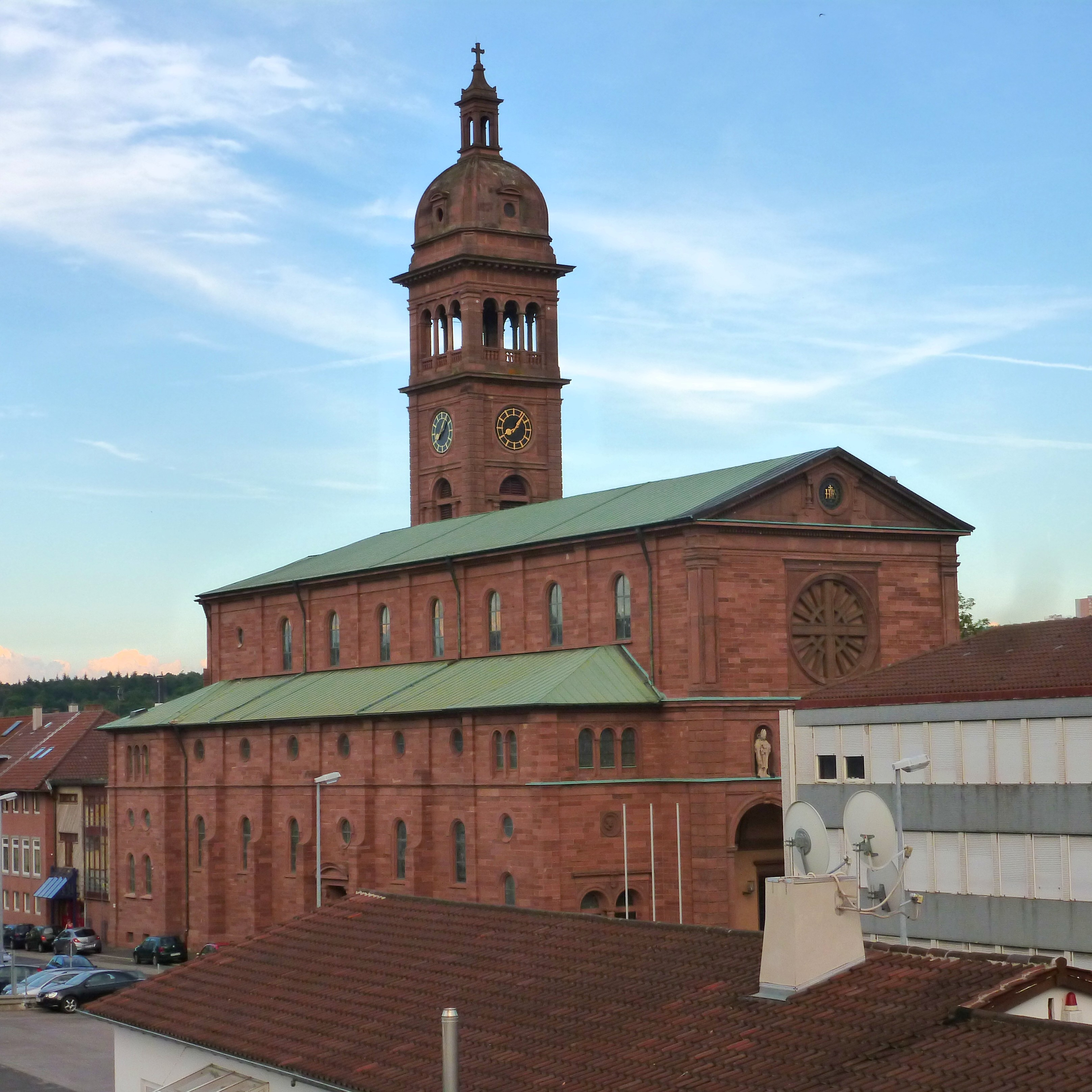
St. Franziskus in Pforzheim

St. Franziskus ist eine katholische Pfarrkirche in Pforzheim in Baden-Württemberg.

## Geschichte
Pforzheim war durch die Reformation protestantisch geworden. Noch im späten 17. Jahrhundert wurde Katholiken die Ansiedlung verboten. Erst im späten 18. Jahrhundert konnten sich Katholiken wieder ansiedeln und erhielten 1823 eine eigene Pfarrei. Als Betsaal diente ein Raum im Zucht- und Waisenhaus. Nachdem ein Hochwasser den Betsaal unbrauchbar machte, erwarben sie 1825 den Chor der ehemaligen Barfüßerkirche des ansonsten weitgehend zerstörten Franziskanerklosters südwestlich unterhalb der Schlosskirche, den sie 1852 dem hl. Franziskus weihten. Dieser Chor hatte ein Fassungsvermögen von etwa 300 Personen und reichte schon bald nicht mehr aus, da die katholische Gemeinde im Zuge der Industrialisierung Pforzheims stark anwuchs.
1872 erwarb die Gemeinde ein Grundstück für einen Kirchenneubau, der so groß dimensioniert werden sollte, dass er auch die Gläubigen aus Brötzingen, Büchenbronn, Dillweißenstein, Dürrn, Eutingen, Kieselbronn, Niefern und Würm aufnehmen konnte. Allerdings hatte man sich im Baugrund getäuscht und statt des erhofften stabilen Steingrunds hatte man ein lehmiges Grundstück erworben. Als Architekt für den Kirchenbau gewann die Gemeinde Adolf Williard vom erzbischöflichen Bauamt in Karlsruhe, der während einer mehrjährigen Planungsphase ab 1883 nicht nur mit dem Untergrund, sondern auch mit der Kostenfrage zu kämpfen hatte. Baureife Pläne lagen 1888 vor.
Die Grundsteinlegung der Kirche fand am 23. September 1888 statt. Nach dreijähriger Bauzeit wurde die Kirche am 18. Oktober 1891 von Erzbischof Christian Roos geweiht. Die reinen Baukosten ohne Ausstattung betrugen 285.000 Mark. 1907 wurden die Chorfenster verändert, um mehr Licht zum Hochaltar zu führen.
Die Gemeinde wuchs durch die fortwährende Industrialisierung Pforzheims bis zum Ersten Weltkrieg stark an. 1910 gab es 13.500 Katholiken in der Stadt und den umliegenden Filialgemeinden. Zwischen 1900 und 1910 wurden daher in Dillstein und Brötzingen eigene Kirchen errichtet. Nach dem Ersten Weltkrieg folgte 1922 eine eigene Kirche für Eutingen und 1925 wurde die Stadtgemeinde durch Schaffung der Herz-Jesu-Gemeinde aufgeteilt.
Ab 1928 erfolgte eine erste größere Renovierung der Kirche. Dabei wurde die Orgel überarbeitet, die Fenstersituation im Chor wurde abermals verändert und der Innenraum wurde neu getüncht.
Im Zweiten Weltkrieg mussten 1942 Glocken zu Rüstungszwecken abgeliefert werden. Ab Oktober 1944 wurde die Kirche bei mehreren Luftangriffen auf Pforzheim schwer beschädigt. Die Kirche brannte aus und Teile der Deckengewölbe stürzten ein. Von 1946 bis 1948 wurde die Kirche von den Architekten Theo Preckel und Eduard Wolf wiederaufgebaut. Das Hauptschiff erhielt ein neues Gewölbe aus Fertigteilen, alle Wände wurden neu verputzt. Das zerstörte Radfenster an der Westfassade wurde vereinfacht wiederhergestellt. 1961 bis 1966 schloss sich eine umfangreiche Sanierung an, bei der auch die Treppenanlagen um die Kirche wiederhergestellt wurden und die Kirche eine neue Ausstattung erhielt.

## Beschreibung

### Architektur

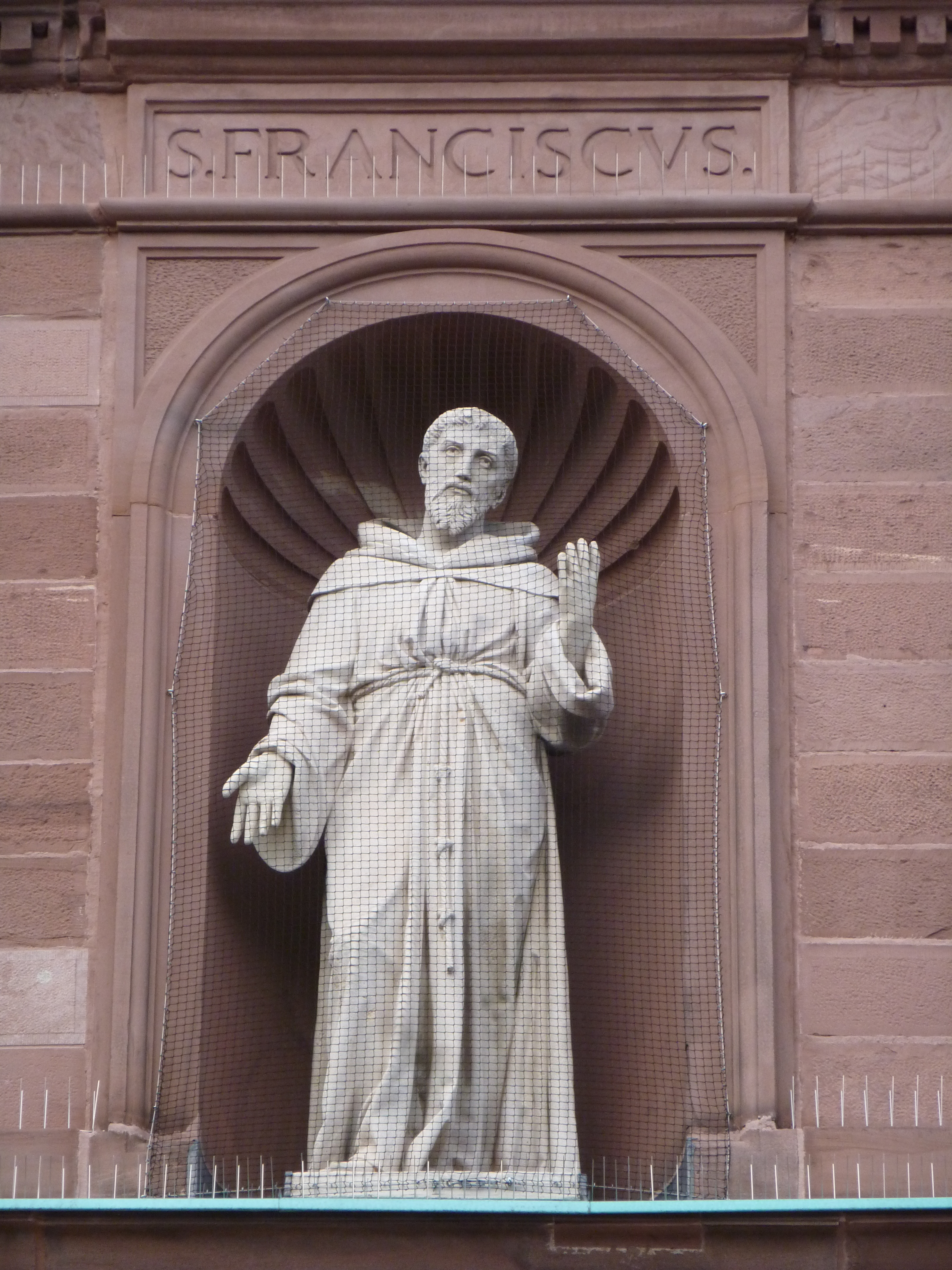
Kirchenpatron Franziskus über der Arkadenvorhalle an der Westfassade

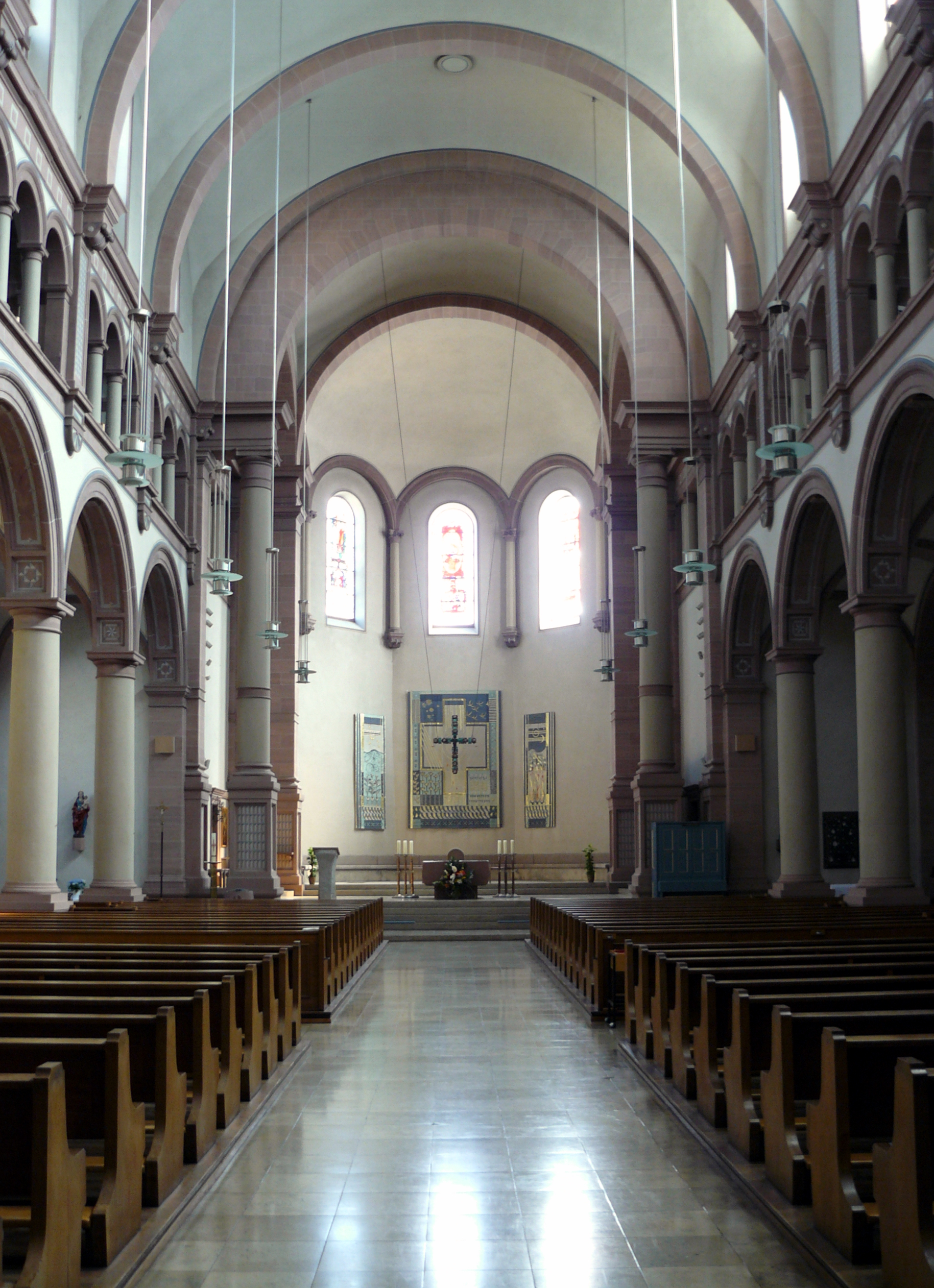
Blick zum Chor

Die Kirche St. Franziskus ist eine dreischiffige Säulenbasilika mit nach Osten ausgerichtetem Chor. Die Kirche ist aus rotem Pfinztäler Sandstein erbaut. Das Langhaus ist in sechs Joche gegliedert, der erhöhte Chor auf Breite des Mittelschiffs hat einen 5/8-Schluss. Nördlich an den Chor ist der 64 Meter hohe Turm angebaut, südlich an den Chor schließt sich die Sakristei an, die das südliche Seitenschiff fortsetzt. Nach Westen ragt das Mittelschiff etwas über die Seitenschiffe hinaus und bildet dort eine dreiarkadig geöffnete, dreijochige Vorhalle.
Die Westfassade weist im oberen Bereich ein Radfenster mit kreuzartig verstärkten senkrechten und waagerechten Speichen auf und schließt nach oben mit einem Dreiecksgiebel mit kleinem Rundfenster ab. Zwischen den Arkadenbögen der Vorhalle und dem Radfenster ist eine Reihe von drei Nischen, in denen sich Standfiguren der Heiligen Conradus, Franziskus und Bernhard befinden. Die Statuen von Bernhard und Franziskus sind eine Stiftung des badischen Großherzogs. Die zurückgesetzten Schmalseiten der Seitenschiffe weisen jeweils ein rundbogiges Doppelportal sowie darüber eine Gruppe von jeweils drei rundbogigen Fenstern auf, dazwischen jeweils ein Tondo mit den Köpfen der Heiligen Petrus und Paulus.
Die Längsseiten der Kirche weisen an den Außenwänden der Seitenschiffe, die durch Lisenen gegliedert sind, unterschiedlich angeordnete Rundbogen- und Rundfenster auf. Die Lisenengliederung setzt sich auch an den Fensterfronten des Mittelschiffs fort, das von Rundbogenfenstern erleuchtet wird. Im Chor befinden sich ebenfalls Rundbogenfenster mit darüber befindlichen Oculi.
Der Turm weist im mittleren Bereich hohe Rundbogenfenster auf, darüber eine Zone mit den Uhrblättern und darüber, abgesetzt durch ein ausgeprägtes Gesims, ein durch Dreierarkaden geöffnetes brüstungsbewehrtes Glockengeschoss, das abermals von einem Gesims abgesetzt, von einer durch Doppelrippen eckbetonten Dachhaube mit Dachlaterne bekrönt wird.
Die Kirche ist im Stil des Historismus erbaut. Ihr Stil ist sichtlich von Williards Lehrmeister Heinrich Hübsch und dessen Rundbogenstil beeinflusst, aber auch von Williards Begeisterung für italienische Bauweise. Außerdem weist die Kirche in eklektizistischer Manier Stilelemente der Romanik und der Renaissance auf.

### Ausstattung
Die ursprüngliche Ausstattung der Kirche wurde im Zweiten Weltkrieg fast völlig zerstört. Auf die wenigen erhaltenen Fragmente wurde mit vereinzelten Ausnahmen bei der Wiederherstellung zugunsten einer einheitlichen Innengestaltung verzichtet.
Haupt- und Seitenaltar, Taufstein, Ambo, Weihwasserbecken und Ewiges Licht sowie die Tirermotive an den Türen zum Windfang schuf der Münchner Bildhauer Wilhelm Müller.
Die Glasfenster wurden von Franz Dewald in den 1960er Jahren gestaltet. Im Seitenschiff sind Szenen der Franziskuslegende dargestellt: die Stigmatisation des Heiligen, seine Predigt vor den Vögeln und seine Erscheinung im Traum von Papst Innozenz. Die Chorfenster zeigen Christus als Weltherrscher sowie Szenen aus dem Leben und der Passion Christi.
Die als Relieftafeln gestaltete Passionsfolge in den Seitenschiffen schuf Gisela Bär. Der Wandbehang im Chor mit Motiven aus dem Sonnengesang des Franziskus gestaltete Helene Bauer. Chorkreuz, Altarleuchten und Sakramentshaus sind Arbeiten des Malers und Goldschmieds Herbert Kämper.
Die vor dem Pfarrhaus aufgestellte Marienfigur stammt ursprünglich aus der Herz-Jesu-Kirche und wurde von Edward Mürrle geschaffen.
Eine von der Vorkriegsausstattung der Franziskuskirche erhaltene Kreuzwegfolge befindet sich heute in der Barfüßerkirche.

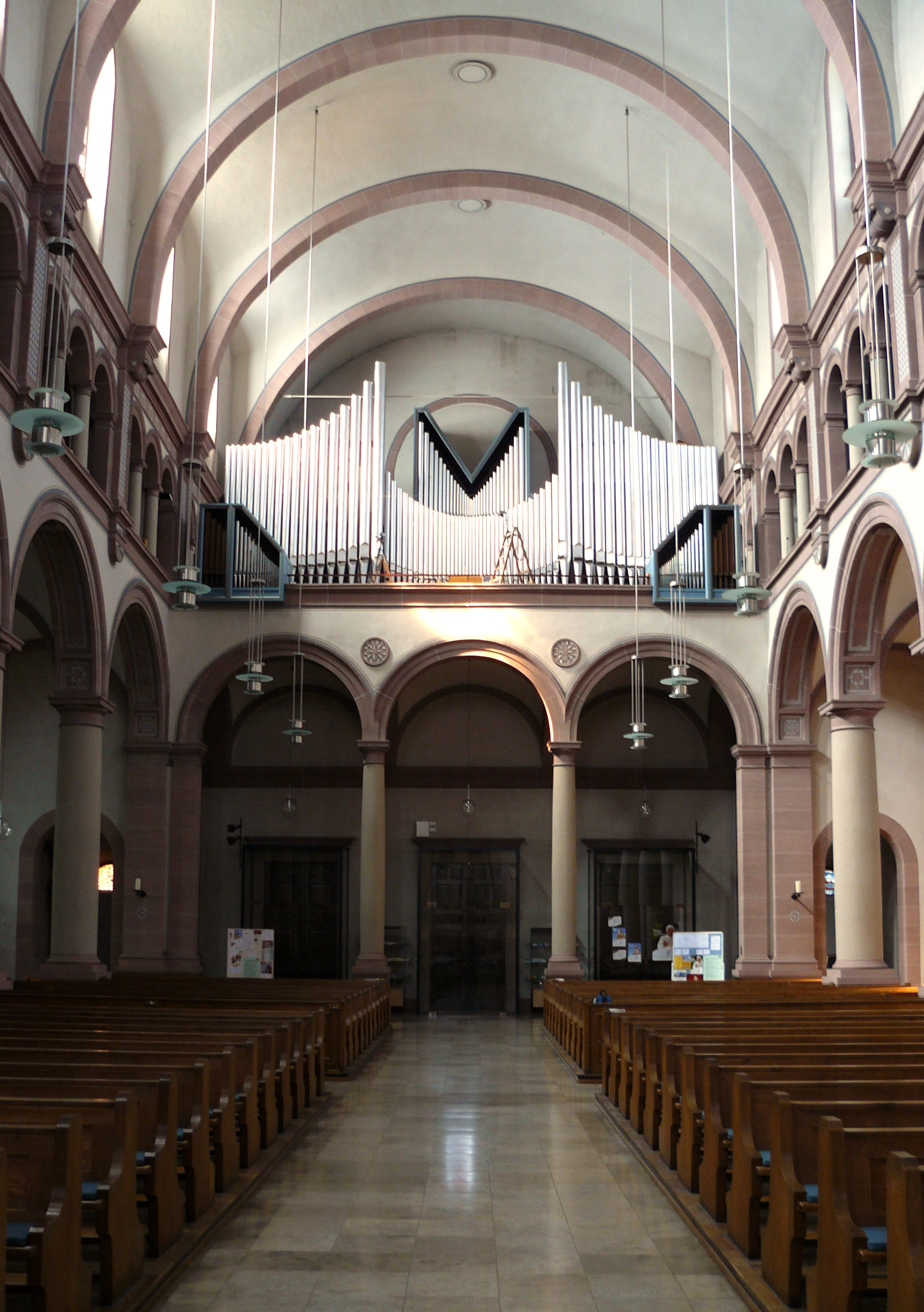
Blick auf die Orgel

Die Orgel wurde von der Orgelbaufirma Steinmeyer erbaut. 1996 wurde das Instrument von dem Orgelbauer Karl Göckel umgebaut und erweitert. Die Register der Manualwerke wurden auf Schleifladen gestellt (vormals: Taschenladen), das Instrument erhielt einen neuen elektrischen Spieltisch. Die Orgel hat heute 67 Register auf vier Manualwerken und Pedal. Die Spiel- und Registertrakturen sind elektrisch.
| I Rückpositiv C–g3  |       |     |
| Flötenprincipal     | 8′    | (n) |
| Prästant            | 4′    |     |
| Rohrflöte/Nachthorn | 4′    |     |
| Nasard              | 2′    |     |
| Sifflöte            | 1 ⁄3′ |     |
| Cymbel III          | 1′    |     |
| Holzregal           | 8'    |     |
| Tremulant           |       |     |

| II Hauptwerk C–g3 |         |     |
| Principal         | 16′     |     |
| Principal         | 08′     |     |
| Voce umana        | 08′     | (n) |
| Cello             | 08′     | (n) |
| Bourdon           | 08′     | (n) |
| Flûte harmonique  | 08′     | (n) |
| Oktave            | 04′     |     |
| Kleingedeckt      | 04′     |     |
| Quinte            | 02 ⁄3′  |     |
| Superoctave       | 02′     |     |
| Offenflöte        | 02′     |     |
| Terz              | 01 3⁄5′ | (n) |
| Mixtur IV         | 01 ⁄3′  |     |
| Cornett           | 08′     |     |
| Bombarde          | 16′     |     |
| Trompete          | 08'     | (n) |

| III Oberwerk C–g3 |        |     |
| Singend Principal | 08′    |     |
| Spitzflöte        | 08′    |     |
| Dulciana          | 08′    |     |
| Quintade          | 04′    |     |
| Nachthorn         | 04′    |     |
| Rohrnasard        | 02 ⁄3′ |     |
| Waldflöte         | 02′    |     |
| Scharff III       | 01′    |     |
| Trompette         | 08′    |     |
| Cromorne          | 08′    | (n) |
| Tremulant         |        |     |

| IV Schwellwerk C–g3  |         |
| Pommer               | 16′     |
| Geigenprincipal      | 08′     |
| Flöte                | 08′     |
| Gedeckt              | 08′     |
| Salitional           | 08′     |
| Voix célèste         | 08′     |
| Weitprincipal        | 04′     |
| Koppelflöte          | 04′     |
| Nazard               | 02 ⁄3′  |
| Doublette            | 02′     |
| Tierce               | 01 3⁄5′ |
| Plein jeu V-VI       | 02′     |
| Basson               | 16′     |
| Prompette harmonique | 08′     |
| Basson-Hautbois      | 08′     |
| Voix humaine         | 08′     |
| Clarion harmonique   | 04′     |
| Tremulant            |         |

| Pedalwerk C–f1 |        |     |
| Untersatz      | 32′    |     |
| Contrabass     | 16′    |     |
| Subbass        | 16′    |     |
| Zartbass       | 16′    |     |
| Octavbass      | 08′    |     |
| Bourdon        | 08′    | (n) |
| Choralbass     | 04′    |     |
| Gedecktbass    | 04′    | (n) |
| Rohrpfeife     | 02′    |     |
| Pedalmixtur IV | 02 ⁄3′ |     |
| Contrafagott   | 32′    | (n) |
| Posaune        | 16′    |     |
| Trompette      | 08′    |     |
| Clarine        | 04′    |     |

- Koppeln: I/II, III/II, IV/I, IV/II, IV/III, I/P, II/P, III/P, IV/P
- Anmerkung

(n) = neues Register von Goeckel (1996)